# Csarnóy Zsuzsanna
Csarnóy Zsuzsanna (Budapest, 1963. november 1. –) Jászai Mari-díjas magyar színművésznő.

## Életpályája
1963-ban született. 1982-ben érettségizett az Állami Balettintézetben, ahol táncművész diplomát kapott. Kisebb szerepekben a Rock Színház-ban debütált, ahol -később is- egyre nagyobb feladatokat kapott. 1988-ban végzett a Színház- és Filmművészeti Főiskolán. 1988-1990 között a Thália Színház, 1990-1992 a Miskolci Nemzeti Színház, 1993-1993 között a Szegedi Nemzeti Színház, 1993-1998 között a szolnoki Szigligeti Színház, 1998-2002 között a József Attila Színház, 2003-2005 között a Veszprémi Petőfi Színház, 2005-2006 között ismét a Szegedi Nemzeti Színház tagja volt. 2006-2019 között ismét a Veszprémi Petőfi Színház színésznője volt, mellette szerepelt több fővárosi színházban is. 2022-től a Thália Színház színésznője.

### Magánélete
Férje, Gesztesi Károly volt, akivel közös gyermeke Gesztesi Máté.

## Színházi szerepeiből
- Sweet Sue (Peter Stone – Jule Styne – Bob Merrill: Van aki forrón szereti)
- Elsa Schraeder (Richard Rodgers – Oscar Hammerstein II – Howard Lindsay – Russel Crouse: A Muzsika Hangja)
- Morton Mama (John Kander – Fred Ebb – Bob Fosse: Chicago – Veszprémi Petőfi Színház)
- Merteuil Márkiné (Choderlos De Laclos – Christopher Hampton: Veszedelmes viszonyok – Veszprémi Petőfi Színház)
- Cecília (Kálmán Imre: Csárdáskirálynő – Veszprémi Petőfi Színház)
- Ratched Nővér (Dale Wasserman: Kakukkfészek – Veszprémi Petőfi Színház)
- Vizyné (Kosztolányi Dezső: Édes Anna – Veszprémi Petőfi Színház)
- Ranyevszkaja (Anton Pavlovics Csehov: Cseresznyéskert – Veszprémi Petőfi Színház)
- Katyerina (Alekszandr Nyikolajevics Osztrovszkij: Vihar – Veszprémi Petőfi Színház)
- Adél (Molnár Ferenc: Üvegcipő – Veszprémi Petőfi Színház)
- Roxie Hart (John Kander – Fred Ebb – Bob Fosse: Chicago – József Attila Színház)
- Anita (Leonard Bernstein – Arthur Laurents – Stephen Sondheim: West Side Story – Szolnoki Szigligeti Színház)
- Erzsébet (Friedrich Schiller: Don Carlos – Szolnoki Szigligeti Színház)
- Eliza Doolittle (George Bernard Shaw – Alan Jay Lerner – Frederick Loewe: My Fair Lady – Szegedi Nemzeti Színház)
- Nyina (Anton Pavlovics Csehov: Sirály – Miskolci Nemzeti Színház)
- Katalin (William Shakespeare: A makrancos hölgy – Miskolci Nemzeti Színház)
- Cosette (Claude-Michel Schönberg – Alain Boublil: A nyomorultak – Rock Színház)
- Evita (Andrew Lloyd Webber – Tim Rice: Evita – Rock Színház)
- Maria (Leonard Bernstein – Arthur Laurents – Stephen Sondheim: West Side Story)
- Bohóc (William Shakespear: Vízkereszt vagy amit akartok)
- Kocsma Jenny (Bertolt Brecht – Kurt Weill: Koldusopera)
- Clair (Edward Albee: Kényes egyensúly)
- Vaszilissza Karpovna (Maxim Gorkíj: Éjjeli menedékhely)
- Beatrice (Arthur Miller: Pillantás a hídról)
- Yvonne (Jean Cocteau: Rettenetes szülők)

## Film- és tévészerepei
- Egy lepecsételt lakás (1987)
- Jóban Rosszban (2007-2015) - Fónagy Teréz
- Drága örökösök (2019-2020) - Kántor Vali
- Hotel Margaret (2022) - Marcsika
- Drága örökösök – A visszatérés (2022–) - Kántor Vali

## Díjai
- Jászai Mari-díj (2008)
- Petőfi-díj (2010)